# آبل، پادشاه دانمارک
آبل، پادشاه دانمارک (انگلیسی: Abel, King of Denmark؛ ۱۲۱۸ – 29 june ۱۲۵۲ (۳۳−۳۴ سال)) یک پادشاه دانمارک بود.